# Béatrice de France
Béatrice, née vers 938, morte le 23 septembre 1003, était la fille d'Hugues le Grand, duc de France, et d'Hedwige de Saxe. Elle est sœur d'Hugues Capet, qui devint roi des Francs en 987, et nièce par sa mère de l'empereur Otton Ier et de Brunon, archevêque de Cologne et duc de Lotharingie.
Fiancée en 951 à Frédéric Ier de Bar de la maison d'Ardennes, elle l'épousa en 954 et lui apporta en dot les revenus lorrains de l'Abbaye de Saint-Denis, dont l'abbaye de Saint-Mihiel. Ces terres ainsi que d'autres acquisitions de Frédéric lui permirent de fonder le comté de Bar. En 959, Frédéric devint duc de Haute-Lotharingie.
Veuve en 978, elle fut régente du duché au nom de son fils Thierry jusqu'en 987. Elle est mentionnée pour la dernière fois le 23 septembre 989, dans le nécrologe de Saint-Denis.
De Frédéric, elle avait eu :
- Henri, mort entre 972 et 978 ;
- Adalbéron II (° 958 - † 1005), évêque de Verdun puis de Metz ;
- Thierry Ier (° 965 - † 1026), comte de Bar, duc de Lorraine ;
- Ida, mariée à Radbot de Habsbourg, qui fit construire le château de Habsbourg. Ils sont les ancêtres de la maison de Habsbourg.

## Sources
- Beatrix von Franzien Herzogin von Ober-Lothringen.
- Christian Settipani, La Préhistoire des Capétiens (Nouvelle Histoire généalogique de l'auguste maison de France, vol. 1), Villeneuve-d'Ascq, éd. Patrick van Kerrebrouck, 1993, 545 p. (ISBN 978-2-95015-093-6).